# Jan Ritsema (burgemeester)

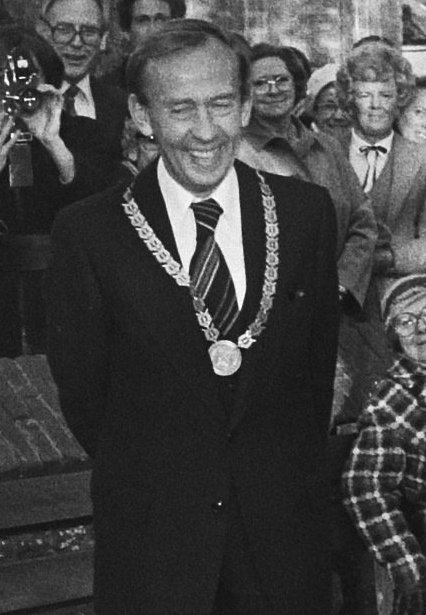
Burgemeester J. Ritsema

Jan Ritsema (Leens, 12 maart 1931 – Bergen aan Zee, 6 juni 2023) was een Nederlands politicus van de PvdA.
Hij was lid van de Haarlemse gemeenteraad en waarnemend chef van de commissaris der Koningin in Noord-Holland voor hij op 1 mei 1971 benoemd werd tot burgemeester van de Noord-Hollandse gemeente Bergen. Op één maand na, 25 jaar later, op 1 april 1996, ging hij daar met pensioen.